# Jean-Claude Amoureux
Jean-Claude Amoureux est un entraîneur-adjoint français de volley-ball, né le 4 mars 1956 à Toulon (Var) ; il est en poste à l'Avignon Volley-Ball aux côtés de José Amet depuis 2005. Ancien athlète, affilié au club du CAS Avignon où il est alors entraîné par M. Derlon, il participe à la finale du relais 4 × 100 m lors des Jeux olympiques d'été de 1976 ; son record personnel sur le 100 mètres est établi à 10 s 39 (1976). Il est médaille d'or du relais  4 × 100 m en 10 s 07 et médaille d'argent du 100 m en 10 s 53 lors des Championnats d'Europe juniors d'athlétisme 1975. Il gagne par ailleurs l'épreuve du 100 mètres, en 10 s 47 au temps électrique, des championnats de France ASSU 1976 dans la catégorie Jeunes gens.